# Oristano (stacja kolejowa)
Oristano (wł. Stazione di Oristano) – stacja kolejowa w Oristano, w prowincji Oristano, w regionie Sardynia, we Włoszech. Położona jest na linii Cagliari – Golfo Aranci.
Według klasyfikacji RFI ma kategorię srebrną.

## Historia
Zbudowana przez Compagnia Reale delle Ferrovie Sarde w ramach planu realizacji sieci kolejowej Sardynii, stacja została otwarta 15 stycznia 1872, wraz z odcinkiem San Gavino Monreale-Oristano. Stacja, znajduje się we wschodniej części miasta, w pierwszych latach była północnym krańcem części kolejowej z Cagliari, ze względu na czas, który wymagł budowy linii na północ od Oristano. W dniu 01 lipca 1880 ze stacji zaczęły kursować pociągi z północy, po otwarciu odcinka do Giave. Po pierwszych kilku lat działalności pod szyldem Compagnia Reale, stacja przeszła do Ferrovie dello Stato w 1920 roku (który oddał zarządzanie spółce zależnej RFI w 2001 roku). Już w czasie II wojny światowej stacja była charakterystyczna ze względu na skrzyżowanie gwiazdowe, w miejscu obrotnicy. Podczas konfliktu stacja, która była celem bombardowań alianckich w 1943 roku, została tymczasowo (z dworcem Macomer) głównym miejscem przechowywanie lokomotyw FS.
Po wojnie stacja wznowiła swoją działalność, a w latach siedemdziesiątych rozpoczęto budowę połączenia do dzielnicy przemysłowej Oristano, a następnie przedłużono je do lokalnego portu przemysłowego.

## Linie kolejowe
- Cagliari – Golfo Aranci